# 임윤선 (성우)
임윤선(林允善, 1985년 10월 9일 ~ )은 한국의 여자 성우로 CJ ENM 성우극회 소속이다. 2012년 봄 CJ ENM(투니버스) 공채 8기로 입사하여 2015년 4월부터 지금까지 프리랜서다.

## 출연작

### 투니버스
- 도쿄 매그니튜드 8.0 (투니버스) - 아나운서, 담임선생님, 할머니
- 명탐정 코난 (투니버스) - 세라 마스미(양세라), 좀비, 여자1, 여학생, 경찰1, 남아2, 심판
- 마이 리틀 포니 (투니버스) - 스파이크, 래리티 엄마, 체리쥬빌레
- 엽기발랄 오렌지 (투니버스) - 패션 프루트
- 요괴워치 (투니버스) - 칙칙하잔느, 맥, 샌다끼리, 결림두목, 이무기
- 짱구는 못말려 (투니버스) - 기내방송, 기상캐스터
- 스켓 댄스 (투니버스) - 이주미, 양파, 루이지애나
- 브레이브 비트 파워스탭 댄스톤 (애니맥스) - 영수
- 엘리엇 키드 (투니버스) - 맥스, 미미맘, 자동차
- 원피스 (투니버스) - 아비 엄마, 로키아, 홍대치
- 원피스 스폐셜: 3D2y(투니버스) - 츠루, 애니시다
- 치즈 스위트 홈 (투니버스) - 엄마고양이, 럭키주인, 타라, 하라
- 말하는 강아지 마사3 (투니버스) - 앨리스
- 럭키프레드 (투니버스) - 블루, 조던, 시몬, 아프로디테
- 테니스의 왕자 (투니버스) - 가츠오
- 나루토 질풍전(투니버스) - 여닌자, 다이다이, 타니시 엄마, 노파, 간호사, 토키와
- 닌자보이 란타로 (투니버스) - 사몽, 해녀2, 로세, 기토다요
- 나루토 SD - 록 리의 청춘 닌자전 (투니버스) - 안내
- 안녕 자두야 (SBS, 투니버스)
- 지켜줘 롤리팝 (투니버스) - 엄마, 여학생1, 피프틴, 여선생님
- 웨딩피치 (투니버스) - 모니카, 녹튠, 수학교사, 남아, 애니, 쟈마퐁
- 탐험 드리랜드 (투니버스) - 포론 엄마
- 자이언트 세이버 - 아나운서, 연이
- 괴도 키드 (투니버스) - 선생님, 여학생2
- 흑마녀 나가신다 (투니버스)
- 싱싱초밥단 코부시 (투니버스) - 콩삼
- 아이 엠 스타! (투니버스) - 시온, 미셀, 안나
- 매일엄마 (투니버스) - 대지
- 리틀펫샵 (투니버스) - 크리스티 고모, 몬트선생님
- 미르모 퐁퐁퐁 (투니버스) - 비케, 어린우진, 해나
- 마법돼지 핑키 (투니버스) - 신이, 나나선생님, 큐티하나, 프리티
- 히어로스쿨Z - 귀여워 1호 엄마
- 신비아파트 444호 (투니버스) - 승강귀, 술래귀
- 신비아파트 고스트볼의 비밀 (투니버스) - 모주귀, 종민 엄마(17화)
- 신비아파트 고스트볼 더블X: 수상한 의뢰 (투니버스) - 구묘주귀, 요섭
- 신비아파트 고스트볼 ZERO (투니버스) - 정지호
- 괴짜가족 (투니버스) - 야마자키 타미코, 하나코
- 안녕! 보노보노 (투니버스) - 너부리 엄마
- 포켓몬스터 XY (투니버스) - 셰릴
- 포켓몬스터 W (투니버스) - 오바람

### KBS
- 뛰뛰빵빵 구조대2 (KBS)
- 파파독 시즌1 시즌2 (KBS) - 박동찬, 김미자
- 보토스 패밀리 시즌1 2 (KBS)

### SBS
안녕 자두야 (SBS, 투니버스)
최강! 탑플레이트 (SBS) - 유하 엄마, 유니, 전기남, 임모탈팀,  쌈바쏠져팀, 카르멘
미르모 퐁퐁퐁 (SBS) (투니버스) - 비케, 어린우진, 해나

### 타방송사
- 하이퍼 레스큐 드라이브헤드 (재능방송) - 맹용호
- 리루리루 페어리루 (디즈니 채널, 디즈니 주니어) - 레몬, 비단이
- 라푼젤 시리즈 (디즈니 채널)
- 리나는 뱀파이어 (디즈니 주니어, 디즈니+) - 옥사나
- 신비한 개구리 나라 앰피비아 (디즈니 채널, 디즈니+) - 스프리그

### 애니메이션 영화
- 원피스 12기 극장판 film Z - 츠루
- 명탐정 코난 극장판 - 은빛날개의 마술사 - 김포공항 안내 외
- 명탐정 코난 극장판 - 11번째 스트라이커 - 아나운서, 여아
- 명탐정 코난 극장판 - 수평선상의 음모 - 현진주
- 명탐정 코난 극장판 - 탐정들의 진혼가 - 유미, 컴퓨터
- 명탐정 코난 극장판 - 이차원의 저격수 - 양세라
- 마이 리틀 포니: 더 무비 - 스파이크
- 극장판 요괴워치: 탄생의 비밀이다냥! - 금파
- 스머프: 비밀의 숲 - 스머프 스톰
- 주먹왕 랄프 2: 인터넷 속으로
- 극장판 신비아파트: 하늘도깨비 대 요르문간드 - 번개 모주귀
- 온워드: 단 하루의 기적 - 스펙터
- 포켓몬스터: 성도지방 이야기, 최종장 - 오바람

### 게임
- 오버워치 - 시메트라
- 던전 앤 파이터 - 추적자 니우, 도서관의 모니카, 치료사 소냐르, 백녹의 시슬레
- 히어로즈 오브 더 스톰 - 루나라
- 클로저스 - 최서희
- 펜타스톰 - 크릭시
- 음양사 - 삼미호, 엔엔라, 토리보, 사토리
- 하얀고양이 프로젝트 - 카라 사바흐
- 하스스톤 - 귀부인 펠리나
- 마스터 오브 이터니티 - 지니, 라비, 라시스

### 광고 나레이션
- 뉴트로지나 - 슈퍼 비타민 노르딕베리
- 삼성화재 암보험
- 마스터셰프 코리아2 - 더 레시피

### 외화
- 로스트 엔 파운드 뮤직 스튜디오(넷플릭스) - 매기(알레사 바카)
- 메리 포핀스 리턴즈 - 제인 뱅크스(에밀리 모티머)
- 알라딘 - 줄라(니나 와디아)
- 토르: 라그나로크 - 토파즈(레이철 하우스)

### 특촬물
- 미라클 멜로디 (투니버스) - 댄스퀸
- 퓨어엔젤 미라클 매직 (투니버스) - 나비, 루르드